# Хронологія рекордів Європи з бігу на 5000 метрів серед жінок
Рекорди Європи з бігу на 5000 метрів визнаються Європейською легкоатлетичною асоціацією з-поміж результатів, які показали європейські легкоатлетки, за умови дотримання встановлених вимог.
Європейська легкоатлетична асоціація розпочала ратифікацію континентальних рекордів у цій дисципліні у 1982.

## Хронологія рекордів
| Результат                             | Атлетка                     | Місто змагань | Дата змагань | Примітки    | Відео            |
| ------------------------------------- | --------------------------- | ------------- | ------------ | ----------- | ---------------- |
| 15.14,51                              | Пола Фадж Велика Британія   | Кнарвік       | 13.09.1981   |             |                  |
| 15.12,62                              | Ірина Бондарчук СРСР        | Москва        | 11.06.1982   |             |                  |
| 15.08,80                              | Грете Вайтц Норвегія        | Осло          | 26.06.1982   |             |                  |
| 14.58,89                              | Інгрід Крістіансен Норвегія | Осло          | 28.06.1984   |             |                  |
| 14.48,07                              | Зола Бадд Велика Британія   | Лондон        | 26.08.1985   |             |                  |
| 14.37,33                              | Інгрід Крістіансен Норвегія | Стокгольм     | 05.08.1986   |             |                  |
| 14.36,45                              | Фернанда Рібейру Португалія | Хехтель       | 22.07.1995   |             |                  |
| 14.31,48                              | Габріела Сабо Румунія       | Берлін        | 01.09.1998   |             |                  |
| 14.29,32                              | Ольга Єгорова Росія         | Берлін        | 31.08.2001   |             |                  |
| 14.24,68                              | Елван Абейлеґессе Туреччина | Берген        | 11.07.2004   |             |                  |
| 14.23,75                              | Лілія Шобухова Росія        | Казань        | 19.07.2008   |             |                  |
| 14.22,12                              | Сіфан Гассан Нідерланди     | Лондон        | 21.07.2019   | [ 1 ]       | Відео на YouTube |
| 14.13,42                              | Сіфан Гассан Нідерланди     | Лондон        | 23.07.2023   | [ 2 ] [ 3 ] |                  |
| 1 рік, 348 днів від дати встановлення |                             |               |              |             |                  |